# Pajaltón Alto
Pajaltón Alto es una localidad del estado mexicano de Chiapas. Es parte del municipio de Chamula.

## Demografía
| Gráfica de evolución demográfica |
|                                  |

| Censo | Población |
| ----- | --------- |
| 1960  | 218       |
| 1970  | 261       |
| 1980  | 392       |
| 1990  | 521       |
| 2000  | 641       |
| 2010  | 977       |
| 2020  | 1 337     |